# 小眼底鱂
小眼底鱂為輻鰭魚綱鯉齒目鯉齒亞目底鱂科的其中一種，為亞熱帶淡水魚，分布於美國喬治亞州Ogeechee河到阿拉巴馬州Perdido河，南至佛羅里達州中部淡水流域，體長可達3公分，棲息在泥底質、植被生長溪流、水塘、洄水區，生活習性不明，可作為觀賞魚。